# Nitrat

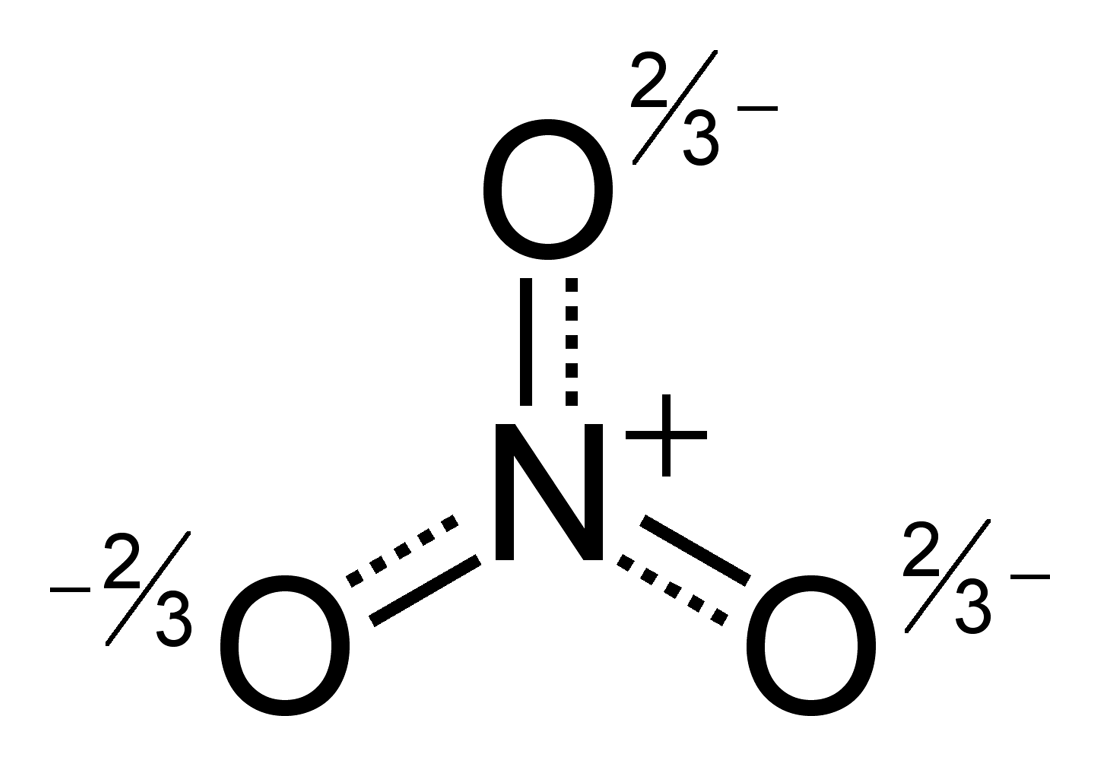
Ion nitrat, với điện tích toàn phần là 1^{−}.

Nitrat hoặc Ion Nitrat là ion gồm nhiều nguyên tử với công thức phân tử NO−
3 hoặc NO3 và khối lượng phân tử là 62,0049 g/mol. Ion nitrat là base liên hợp của axit nitric, gồm một nguyên tử nitơ trung tâm bao quanh bởi ba nguyên tử oxy giống hệt nhau trong xếp trên một mặt phẳng tam giác. 
Hầu như tất cả các muối nitrat vô cơ hòa tan trong nước ở nhiệt độ và áp suất tiêu chuẩn.
Trong hóa học hữu cơ, nitrat (không nên nhầm lẫn với nitro) là một nhóm chức năng với công thức hóa học chung là RONO2 trong đó R là ký hiệu của dư lượng hữu cơ. Chúng là những este của axit nitric và rượu được hình thành bởi quá trình "nitroxyl hóa". Ví dụ như "metyl nitrat" được hình thành bởi phản ứng của metanol và acid nitric, nitrat của axit tartaric và thường được gọi một cách không phù hợp là nitroglycerin.